# Mühlehorn

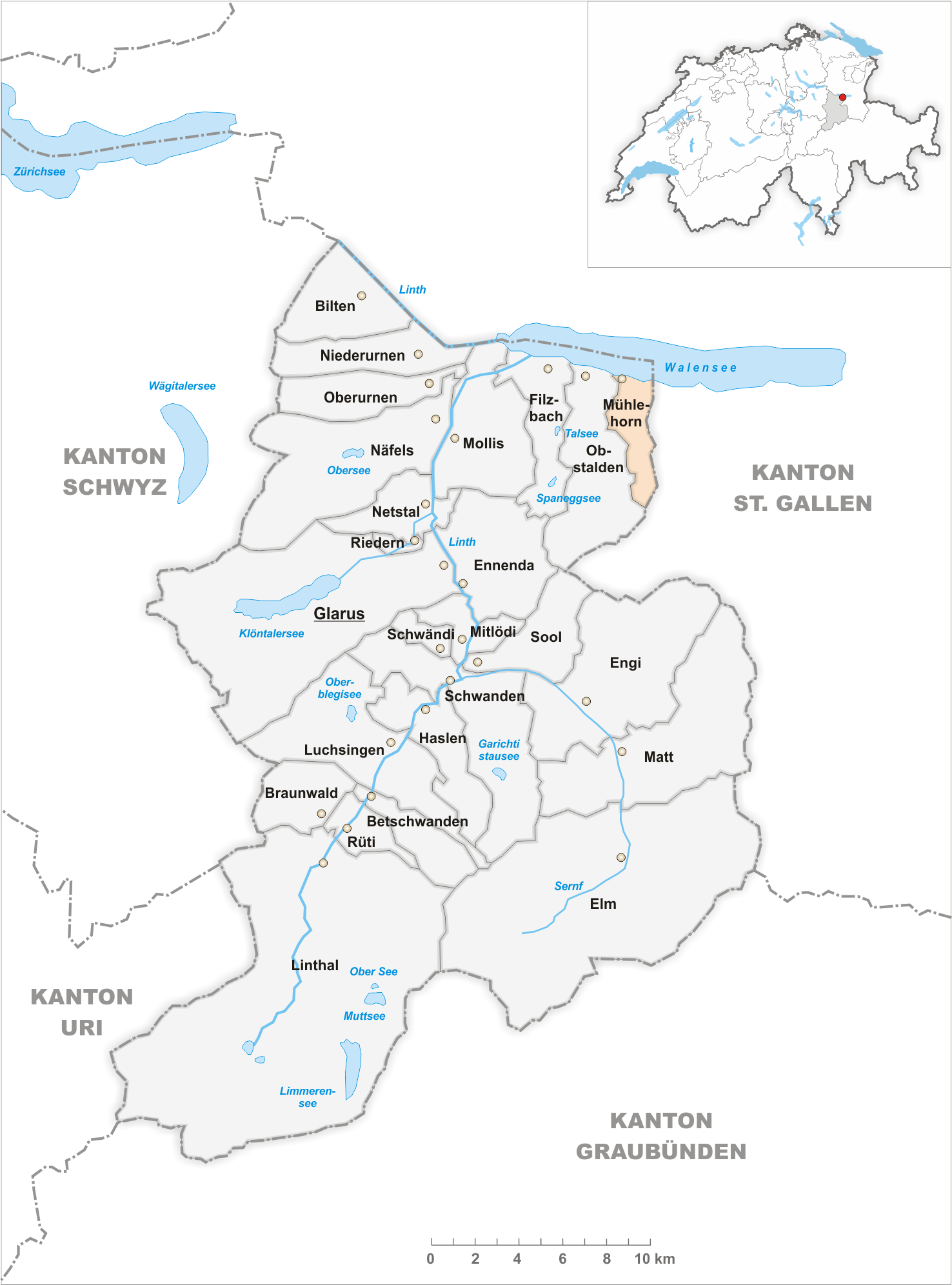
Gemeindestand vor der Fusion am 1. Januar 2011

Mühlehorn ist eine Ortschaft und eine ehemalige politische Gemeinde des Kantons Glarus in der Schweiz.
Das Dorf wurde im Rahmen der Glarner Gemeindereform auf den 1. Januar 2011 mit den Gemeinden Bilten, Filzbach, Mollis, Näfels, Niederurnen, Oberurnen und Obstalden zur neuen Gemeinde Glarus Nord zusammengelegt.

## Geographie

Historisches Luftbild von Norden aus 300 m von Walter Mittelholzer von 1919

Ortsgesamtansicht und Walensee, 1909

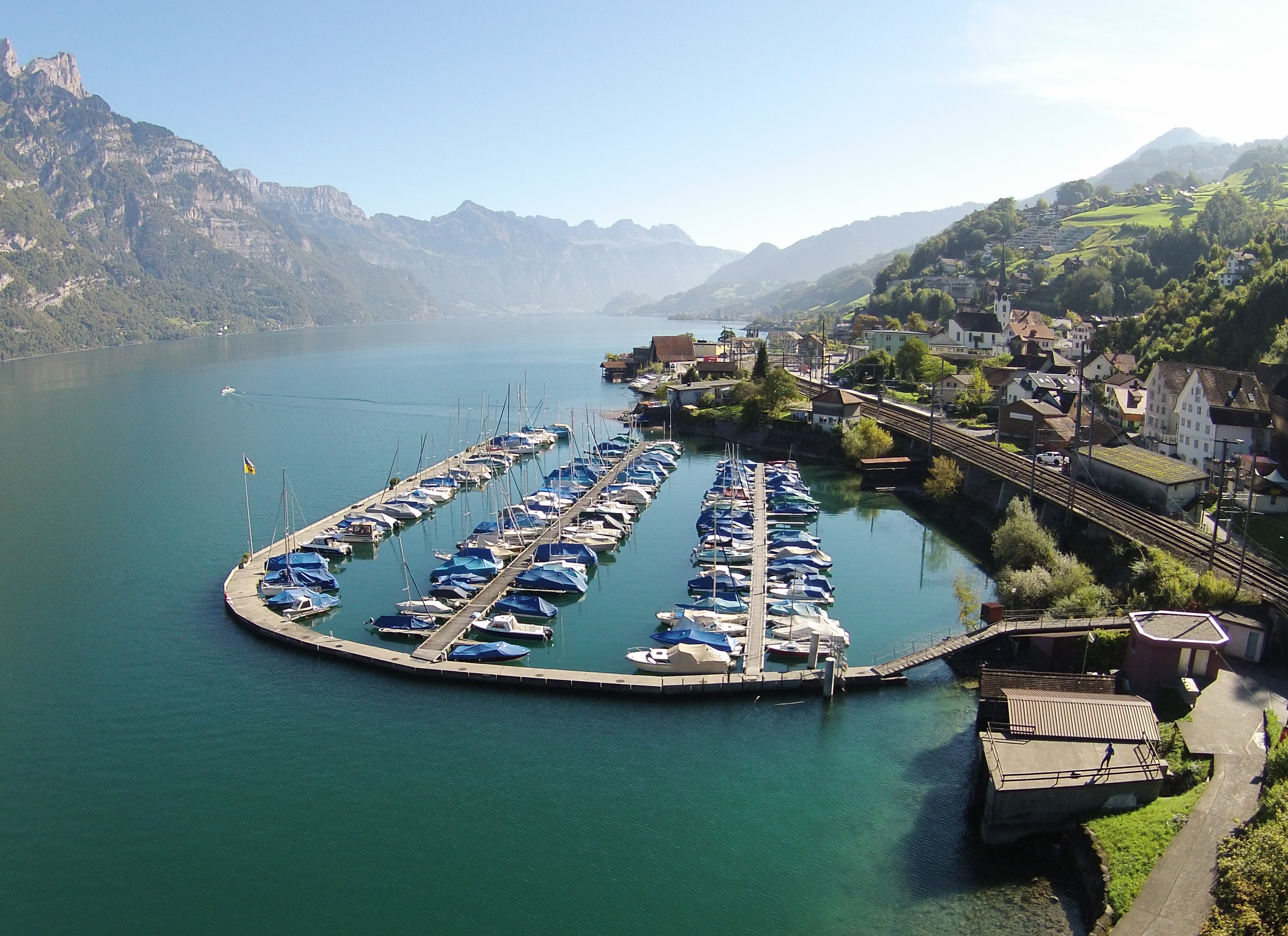
Mühlehorn am Walensee

Mühlehorn liegt unterhalb des Kerenzerberges am Südufer des Walensees.  Mühlehorn ist neben Filzbach und Obstalden eine von drei grösseren Ortschaften im Kanton Glarus, die östlich der Passhöhe des Kerenzerbergs liegen. Zur Gemeinde gehören die Weiler Vortobel und Tiefenwinkel. Der Meerenbach bildet hier ein kleines Delta (Horn). Als einzige Glarner Ortschaft liegt Mühlehorn direkt am See. Von der Gemeindefläche sind 4 % die Siedlung, 34 % dienen der Landwirtschaft, 52 % sind bewaldet und 10 % unproduktiv.

## Bevölkerung
Die Bevölkerung hat seit 1992 um 3,6 % abgenommen. Die Einwohner sprechen zu 89 % deutsch, 8 % serbokroatisch und 1,1 % italienisch, 1,9 % sind andere sprachliche Minderheiten.

## Politik
Gemeindepräsident war Willy Kamm (FDP Stand 2010). Bei den Landratswahlen vom 21. Juni 2006 erhielt die FDP 2 und die SVP 1 Sitz im Wahlkreis Mühlehorn – Obstalden – Filzbach.

## Wirtschaft
Die wirtschaftliche Entwicklung begann mit der Ausnutzung der Wasserkraft in Mühlen, Hammerschmitte, Säge und Trotte. Etwas lokales Gewerbe hat sich etabliert; so bieten ein Bootsbau,
das Hartschotterwerk Mühlehorn-Quinten (die Anlagen zum Kiestransport am Bahnhof wurden nach der Stilllegung 2012 abgerissen), eine Bauunternehmung, eine Kartonage und ein Textilmaschinenzubehörlieferant etwa 200 lokale Arbeitsplätze an. 52,5 % der erwerbstätigen Einwohner sind Pendler. Im Gegensatz zu den meisten übrigen Ortschaften des Kantons Glarus sind die Einwohner von Mühlehorn eher in Richtung Sarganserland orientiert.

### Verkehr
Mühlehorn hat einen Autobahnanschluss an die Autobahn A3 und wird von den SBB und dem „Glarner Bus“ der Linie Mühlehorn über Näfels nach Bilten bedient. Mühlehorn liegt an der Bahnstrecke Ziegelbrücke–Sargans und wird stündlich von der Ringbahn S 17 Sargans – Ziegelbrücke – Uznach – Rapperswil  bedient. Die Walensee-Schiffe legen in Mühlehorn an.

## Geschichte

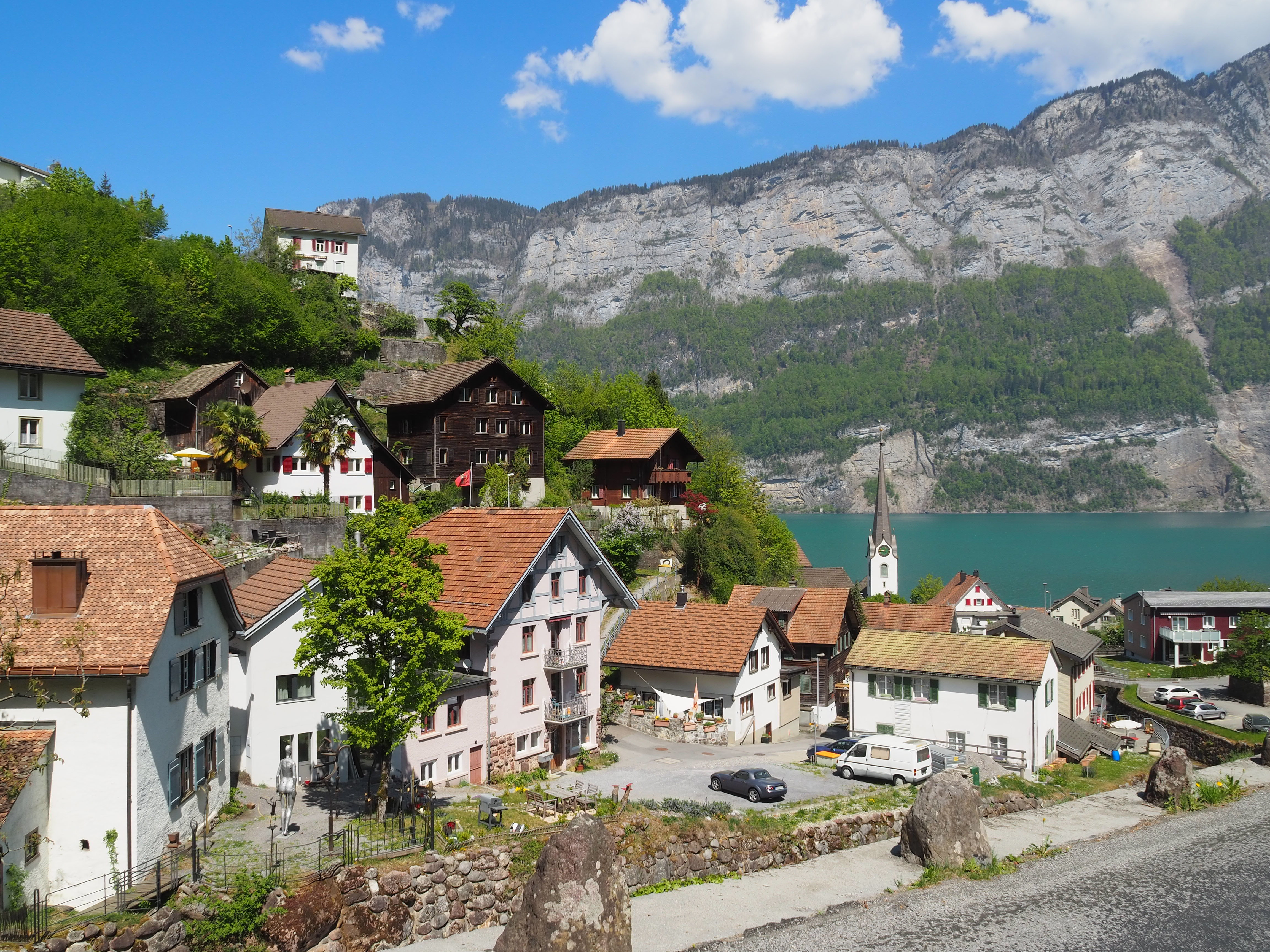
Dorfbild von Mühlehorn mit der Hammerschmitte aus dem 18. Jahrhundert (vorne links)

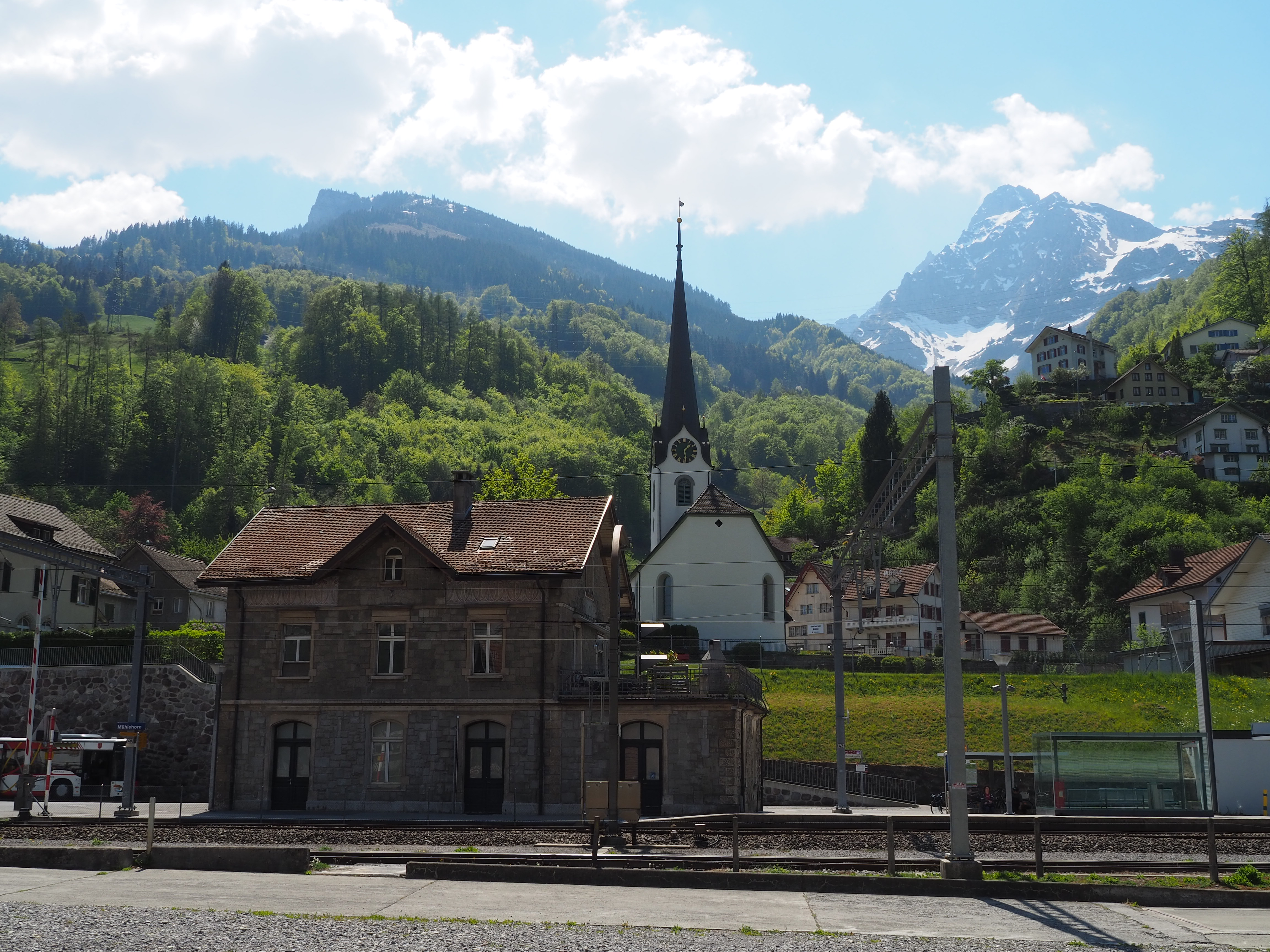
Blick auf den Bahnhof mit Jugendstil-Ornamenten, die barocke Kirche und den Mürtschenstock

Mühlehorn wurde als Mülihorn im Jahr 1551 erstmals urkundlich erwähnt. Bis 1806 gehörte es zu Obstalden. Die erste Mühle ist 1575 historisch fassbar.
Der im Umfeld von Hans Ulrich Grubenmann anzusiedelnde Baumeister Hans Jacob Messmer erbaute die 1761 eingeweihte Kirche im Barockstil.
Die katholische Kapelle St. Fridolin wurde um 1940 durch den Umbau der Terrasse einer historistischen Villa am See geschaffen.
Seit 1. Juli 1859 ist Mühlehorn durch eine Eisenbahnlinie Rüti ZH–Rapperswil–Sargans erschlossen. Die daraus resultierende Bahnstrecke Ziegelbrücke-Chur wurde nach durch Mergelabbau verursachten Felsstürzen in einen Tunnel verlegt. Bis 1899 wurde der Bahntunnel gebaut und die alte Bahntrasse in eine nicht asphaltierte Strasse umgewandelt.

## Sehenswürdigkeiten
Die alte Hammerschmiede, vom Meerenbach angetrieben, ist eine der ältesten in der Schweiz arbeitenden Schmieden. Sie wurde durch die Anstrengungen des Glarner Heimatschutzes gerettet und wird von einem Kunsthandwerker betrieben. Besichtigungen sind möglich.
Der südlich gelegene Mürtschenstock hat ein Loch. Durch dieses Loch scheint am 2. Februar um 14:37 und am 9. November um 14:05 jeweils die Sonne. Das kann man vom Bahnhof sehen. 

## Persönlichkeiten
- Willy Kamm (1945–2016), Regierungsrat und Finanzdirektor (1996–2006), Gemeindepräsident, Präsident Ferienregion Heidiland
- Patrick Küng (* 1984), Skirennfahrer